# Remember the Time
A Remember the Time Michael Jackson amerikai énekes dala. 1992 januárjában jelent meg Jackson Dangerous című albumának második kislemezeként. Szerzői Teddy Riley, Michael Jackson és Bernard Belle, producerei Riley és Jackson. A new jack swing stílusú dalt kedvezően fogadták a kritikusok, és a 3. helyet érte el az amerikai Billboard Hot 100-on, illetve az elsőt a Billboard R&B-slágerlistán. Emellett kilenc országban került a top 10-be a slágerlistán. Videóklipjét John Singleton rendezte, és az ókori Egyiptomban játszódik, szerepel benne Eddie Murphy, Iman, The Pharcyde és Magic Johnson.

## Háttere
A dalt egyes kritikusok Jackson 1979-ben megjelent Rock with You című dalához hasonlították. Pop és new jack swing stílusú, szövege visszaemlékezés egy fiatalkori szerelmi kapcsolatra. Fő hangszerei zongora és gitár. A dal f mollban íródott, Jackson hangterjedelme Eb3 és C5 közti, a dal tempója 116 BPM.

## Fogadtatása
A dalt kedvezően fogadták a kritikusok. Stephen Thomas Erlewine, az AllMusic munkatársa szerint a Dangerous album „tökéletes mestermunka olyan remek kislemezei miatt, mint az In the Closet és a Remember the Time.” Alan Light, a Rolling Stone újságírója szerint a Remember the Time a leggondtalanab dal az albumon. Jon Parales a The New York Timestól megjegyezte, hogy „a Remember the Time' 'She Drives Me Wild és Give in to Me daloknak már a címe elmondja a dal egész történetét, bár nem utalnak a hangnemre, amin Jackson előadja.” Richard Harrington, a The Washington Post újságírója szerint a Remember the Time hangvétele vágyakozó, és bár Jacksonnak nem kell különösebben megerőltetnie magát, hogy előadja a könnyű dallamot, a dal „magával ragadó, rádióbarát”.
A dal 1992. március 7-én, megjelenése után öt héttel a 3. helyet érte el a Billboard Hot 100-on. Más Billboard listákon is hasonló sikert aratott: a R&B/Hip-Hop Songs listán az első helyet érte el március 7-én, a Dance/Club Play Songson második lett április 4-én, az Adult Contemporary listán a tizenötödik március 21-én. A Billboard Hot Dance Music/Maxi Singles Sales slágerlistán a második helyet érte el. Mivel több mint 500 000 példányban került a boltokba az USA-ban, a Amerikai Hanglemezgyártók Szövetsége aranylemezzé minősítette 1992 márciusában.
Külföldön is sikert aratott, megjelenésekor minden nagyobb zenei piacon a top 20-ba került a slágerlistán. Az Egyesült Királyságban február 15-én került fel a slágerlistára, a 6. helyre. Egy héttel később elérte a 3. helyet; összesen nyolc hetet töltött a listán. Az új-zélandi listának a 3. helyén nyitott február 23-án, majd két hétig állt az első helyen.
2006-ban a Visionary projekt részeként a Remember the Time-t újra megjelentették, ekkor a második helyet érte el a spanyol slágerlistán május 14-én. Mikor Jackson halála után, 2009-ben ismét fokozódott az érdeklődés zenéje iránt, újra felkerült a brit slágerlistára július 11-én, a 81. helyre.
Jackson nem adta elő a dalt a Dangerous turnén, bár a próbákon elpróbálta. A dal az 1993-as Soul Train Music Awards díjkiosztón elnyerte a legjobb, férfi előadó által előadott R&B/soul dalnak járó díjat. Jackson mankóval jelent meg a díjkiosztón, mert megsérült a lába, de széken ülve előadta a dalt, körülötte táncosai táncoltak.

## Videóklip
A dal videóklipjét 1992 januárjának közepén forgatták. Rendezője John Singleton, koreográfusa Fatima Robinson volt. A klip bemutatása előtt a kiadó már megjelentetett részleteket a klipből, hogy felkeltse iránta az érdeklődést, és egy werkfilmet is bemutatott a klip forgatásáról. A klip premierje az MTV, a Fox és Black Entertainment Television csatornákon volt február 2-án. A klip lejátszása után az MTV bemutatott egy dokumentumfilmet is More Dangerous Than Ever címmel, melyben szintén voltak láthatóak részletek a klipforgatásból. Jackson kiadója nem árulta el, mennyibe került a klip.
A klip több mint kilenc perc hosszú. Az ókori Egyiptomban játszódik, és a maga idejében úttörőnek számító vizuális effektusok láthatóak benne. Szereplői közt látható Eddie Murphy, Iman, The Pharcyde, Magic Johnson, Tom „Tiny” Lister, Jr. és Wylie Draper, aki Jacksont alakította a The Jacksons: An American Dream című tévéfilmben, és nem sokkal a klip forgatása után meghalt.
Jackson a klipben csuklyás varázslót alakít, aki szórakoztatni jött a fáraót (Murphy) és unatkozó királynéját (Iman). Két másik embert, aki hiába próbálta szórakoztatni, már halálra ítélt a királyné. Jackson a szokásos bűvésztrükkök helyett odamegy a királynéhoz és énekel neki, többek közt azt kérdezi, emlékszik-e a régen együtt töltött időre (a dal címére utalva). A fáraó haragra gerjed és hívja az őröket. Jackson elmenekül, és táncol a fáraó szolgáival. Mikor az őrök megtalálják, a szolgák eltűnnek, majd Jackson is felszívódik aranyporfelhőben. Jackson a klipben arany szaténból készült ruhát visel. A nehéz, bonyolult tánclépések a Dangerous albumról megjelent többi videóklipre is jellemzőek lettek. A Remember the Time egyike azon kevés videóklipeknek, melyekben Jackson ölelkezik és csókolózik valakivel.
A klipet kedvezően fogadták a kritikusok. Ira Robbins az Entertainment Weeklytől „fantasztikus ókori egyiptomi látványosság”-nak nevezte. A klip felkerült a Dangerous – The Short Films, Video Greatest Hits – HIStory és Michael Jackson’s Vision című klipgyűjteményes kiadásokra. Az album más klipjeihez hasonlóan ezt is gyakran játszotta az MTV.

## Hivatalos változatok, remixek
- Album version – 4:00
- A cappella – 3:35
- New Jack Mix – 6:48
- New Jack Main Mix – 6:50
- New Jack Radio Mix – 4:00
- New Jack Jazz (21) – 5:06
- 12" Main Mix – 4:47
- 7" Main Mix – 3:55
- Bonus Beats 3 – 4:46
- Silky Soul 12" Mix – 7:05
- Silky Soul 7" Mix – 4:18
- Silky Dub – 6:17
- E-Smoove’s Late Nite Mix – 7:20
- E-Smoove’s Late Nite Dub – 5:33
- Maurice’s Underground Mix – 7:29
- Mo-Mo’s Instrumental – 5:20

## Számlista
| 7" kislemez 1. Remember the Time – 3:59 2. Come Together – 5:28 Kazetta 1. Remember the Time – 3:59 2. Black or White (The Clivilles & Cole Radio Mix) – 3:53 CD maxi kislemez (Egyesült Királyság) 1. Remember the Time – 3:59 2. Remember the Time (Silky Soul 7") – 4:18 3. Remember the Time (New Jack Main Mix) – 6:50 4. Come Together – 5:28 CD maxi kislemez (Egyesült Királyság) 1. Remember the Time (Silky Soul 7") – 4:18 2. Remember the Time (New Jack Radio Mix) – 4:00 3. Remember the Time (12" Main Mix) – 4:37 4. Remember the Time (E-Smoove’s Late Nite Mix) – 7:14 5. Remember the Time (Maurice’s Underground) – 7:29 6. Black or White (The Clivillés & Cole Radio Mix) – 3:33 7. Black or White (House with Guitar Radio Mix) – 3:53 8. Black or White (The Clivillés & Cole House/Club Mix) – 7:33 9. Black or White (The Underground Club Mix) – 7:30 | Visionary kislemez CD oldal 1. Remember the Time (7" Main Mix) – 3:55 2. Remember the Time (New Jack Jazz Mix) – 5:05 DVD oldal 1. A Remember the Time klip készítése 2. Remember the Time (videóklip) – 9:15 3. Remember the Time (Kenny J. Performance Video) – 2:18 2×12" kislemez (promó) - A1. Remember the Time (Silky Soul 12" Mix) – 7:05 - A2. Remember the Time (E-Smoove’s Late Nite Mix) – 7:20 - A3. Remember the Time (A cappella) – 3:35 - B1. Remember the Time (Maurice’s Underground) – 7:29 - B2. Remember the Time (New Jack Main Mix) – 6:48 - B3. Remember the Time (12" Main Mix) – 4:47 - C1. Remember the Time (Silky Dub) – 6:17 - C2. Remember the Time (E-Smoove’s Late Nite Dub) – 5:35 - C3. Remember the Time (New Jack Jazz(21)) – 5:06 - D1. Remember the Time (Mo-Mo’s Instrumental) – 5:19 - D2. Remember the Time (Bonus Beat 3) – 4:46 - D3. Remember the Time (New Jack Mix) – 6:48 |

## Helyezések és minősítések
| Slágerlista (1992)                               | Legmagasabb helyezés |
| ------------------------------------------------ | -------------------- |
| Ausztrál kislemezlista                           | 6                    |
| Brit kislemezlista                               | 3                    |
| Francia kislemezlista                            | 5                    |
| Holland kislemezlista                            | 4                    |
| Norvég kislemezlista                             | 10                   |
| Olasz kislemezlista                              | 10                   |
| Osztrák kislemezlista                            | 16                   |
| Spanyol kislemezlista                            | 2                    |
| Svájci kislemezlista                             | 4                    |
| Svéd kislemezlista                               | 8                    |
| USA Billboard Hot 100                            | 3                    |
| USA Billboard Hot Dance Music/Maxi Singles Sales | 2                    |
| USA Billboard Hot R&B/Hip-Hop Songs              | 1                    |
| USA Billboard Dance Music/Club Play Singles      | 2                    |
| USA Billboard Hot Adult Contemporary Tracks      | 15                   |
| Új-zélandi kislemezlista                         | 1                    |
| Slágerlista (2009)                               | Legmagasabb helyezés |
| Brit kislemezlista                               | 81                   |
| Svájci kislemezlista                             | 58                   |

| Összesített slágerlista (1992) | Helyezés |
| ------------------------------ | -------- |
| USA Billboard Hot 100          | 19       |

| Ország           | Adat forrása | Minősítés  | Elkelt példányszám |
| ---------------- | ------------ | ---------- | ------------------ |
| Egyesült Államok | RIAA         | Aranylemez | 500 000+           |